# 栗田章光
栗田 章光（くりた あきみつ、1946年8月23日 - 2018年2月15日）は、大阪府出身の日本の土木工学者。大阪工業大学名誉教授・土木会元会長、元八幡工学実験場構造実験センター長。工学博士（大阪市立大学）。元土木学会鋼・コンクリート合成構造連合小委員会委員長 。元国土交通省中国地方整備局志津見大橋上部工事設計施工検討委員会委員長。
専門は、土木工学・構造工学（特にコンクリート工学、耐火構造、ラーメン構造）、建設工学・橋梁工学・地盤工学。

## 経歴
1969年大阪工業大学工学部土木工学科卒業。1971年同大学大学院工学研究科土木工学専攻修士課程修了後、同大学工学部土木工学科助手。1982年ドイツ・ボーフム大学(RUB)構造工学研究所客員研究員。1992年大阪市立大学（現：大阪公立大学）にて工学博士。1993年大阪工業大学工学部土木工学科助教授。1995年同学科教授。1999年同大学八幡工学実験場構造実験センター長。2002年同大学工学部都市デザイン工学科教授。2007年大阪工業大学土木会会長。
2017年大阪工業大学名誉教授。
大阪工業大学工学部（土木工学科・都市デザイン工学科）で40年以上の長きに渡り教鞭を執り、八幡工学実験場構造実験センター長も務め、特に構造工学・橋梁工学における研究・育成に貢献した。また、大阪工業大学土木会会長を歴任するなど担当した橋梁工学研究室より多くの卒業生を送り出し、1995年にその研究室卒業生の同窓会「BEL(Bridge Engineering Laboratory)会」が結成されている。
主な所属学会は、土木学会、日本橋梁建設協会、国際橋梁構造工学協会(IABSE)、プレストレストコンクリート技術協会、日本コンクリート工学協会(JCI)、日本道路協会。主な受賞は第45回構造工学シンポジウム論文賞。

## 主な著書
- ドイツにおける最近の鋼・コンクリート合成橋梁（共著、森北出版2003、学術書）[11]
- 鋼・コンクリート複合構造の理論と設計1 基礎編・理論編（共著、土木学会1999、学術書）
- 土木設計便覧（共著、丸善1998、学術書）

## 主な研究
- ヨーロッパにおける最近の鋼・コンクリート複合橋梁
- 鋼・コンクリート二重合成I桁橋のねじり挙動[12]
- 火災を受けた鋼単純合成桁橋におけるスタッドの疲労照査と考察
- 頭付きスタッドの押抜き挙動に及ぼすコンクリートの打込み方向の影響[13]
- ラーメン形式の鋼・コンクリート二重合成 I桁橋の提案
- インテグラルアバット橋（複合ラーメン橋）に適したアプローチスラブの研究[14]
- コンクリート充填二重鋼管柱の断面耐荷力に関する研究[15]